# VisionOS 2
visionOS 2 est la deuxième version majeure du système d'exploitation de l'ordinateur spatial Apple Vision Pro, développé par Apple Inc. Le système d'exploitation a été lancé en bêta pour les développeurs le 10 juin 2024 lors de la Worldwide Developers Conference. Le système fonctionne avec l'Apple Vision Pro, le seul appareil pouvant exécuter visionOS. Aucune bêta publique ne sera proposée pour visionOS 2.

## Fonctionnalités de visionOS 2

### Photos
visionOS 2 apporte la possibilité de transformer des images 2D en images spatiales[réf. nécessaire].
La fonction SharePlay arrive également pour les photos. Il est ainsi possible de partager une photo durant un appel FaceTime.
L'application Photos a une toute nouvelle interface utilisateur avec visionOS 2.

### Mac Virtual Display
visionOS 2 améliore la fonction Mac Virtual Display en prenant en charge les vues d'écran larges et ultra-larges.

### Personnalisation de l'écran d'accueil (Home View)
Il est maintenant possible de personnaliser le Home View en modifier la disposition des applications. Il suffit de pincer et de maintenir une app pour en modifier l'emplacement.

### Périphériques
Il est maintenant possible de connecter une Magic Mouse ou une souris bluetooth tierce à l'Apple Vision Pro pour naviguer dans les menus et les applications de visionOS.
Les Magic Keyboard et claviers des MacBook apparaissent également dans les environnements de visionOS.

### Personas
Les Personas sont les avatars des utilisateurs d'Apple Vision Pro lors des appels FaceTime. Avec visionOS 2, les Personas gagnent des interactions comme la possibilité de se taper dans les mains.

### Mode Voyage
Le mode Voyage de visionOS 2 ajoute la prise en charge des trajets en train.